# Qomrūd
Qomrūd (persiska: قمرود) är en ort i Iran.   Den ligger i provinsen Qom, i den centrala delen av landet, 110 km söder om huvudstaden Teheran. Qomrūd ligger 845 meter över havet och antalet invånare är 1 922.
Terrängen runt Qomrūd är platt.Runt Qomrūd är det ganska tätbefolkat, med 100 invånare per kvadratkilometer. Qomrūd är det största samhället i trakten. Trakten runt Qomrūd är ofruktbar med lite eller ingen växtlighet.